# 스털링 노스

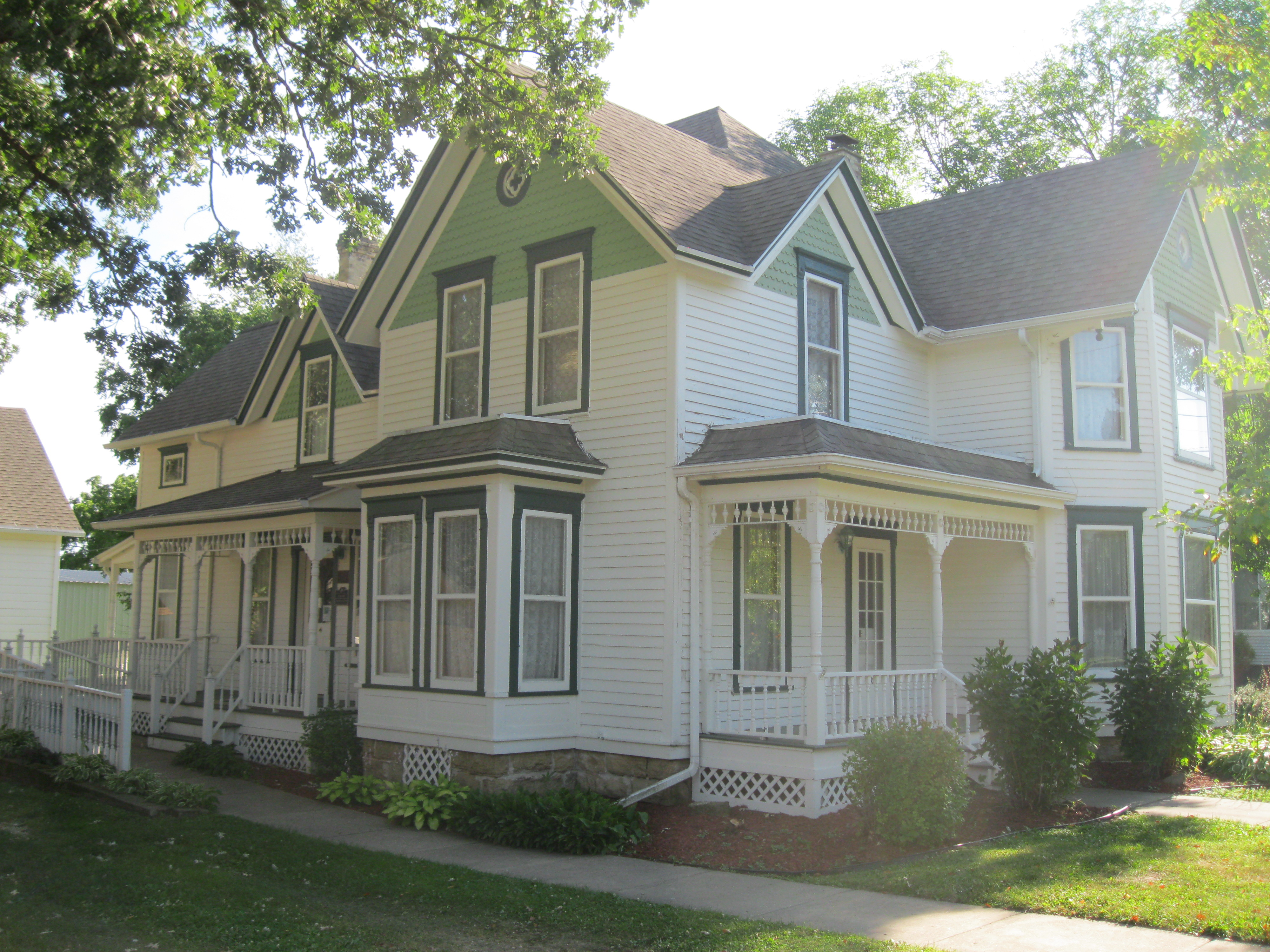

토머스 스털링 노스(영어: Thomas Sterling North, 1906년 11월 4일 ~ 1974년 12월 21일)는 미국의 작가이다. 그는 1963년에 꼬마 너구리 라스칼을 썼다.

## 생애
노스는 1906년에 위스콘신주 에드거튼에서 몇마일 떨어진 코시코농 호수 기슭에 있는 농가의 2층에서 태어났다. 10대때 소아마비에 가까운 마비 상태의 병마에서 살아남은 그는 조용한 남부 에드거튼 마을에서 성인으로 자랐다. 에드거튼은 북쪽에서 여러권의 책을 "브라일스포드 분기점"으로 바꾸었다.

## 사망
노스는 1974년 12월 21일에 68세의 나이로 뉴저지주 위퍼니에서 사망했다.